# نوكيا لوميا 505
نوكيا لوميا 505 (بالإنجليزية: Nokia Lumia 505)‏ هو هاتف ذكي من نوكيا يعمل بنظام ويندوز فون، تم طرحه في الأسواق في 2013.

## الخصائص
- نظام التشغيل: ويندوز فون
- الشاشة: 800 × 480
- الوزن: 131 غ (4.6 أونصة)
- المعالج: 800 ميجا هرتز
- التخزين: 4 جيجابايت

## وصلات خارجية
- Nokia